# Leesburg (Alabama)
Leesburg és una població dels Estats Units a l'estat d'Alabama. Segons el cens del 2000 tenia 799 habitants.

## Demografia
Segons el cens del 2000, Leesburg tenia 799 habitants, 338 habitatges, i 255 famílies. La densitat de població era de 48,1 habitants/km².
Dels 338 habitatges en un 33,1% hi vivien nens de menys de 18 anys, en un 62,4% hi vivien parelles casades, en un 8,3% dones solteres, i en un 24,3% no eren unitats familiars. En el 23,1% dels habitatges hi vivien persones soles el 7,1% de les quals corresponia a persones de 65 anys o més que vivien soles. El nombre mitjà de persones vivint en cada habitatge era de 2,36 i el nombre mitjà de persones que vivien en cada família era de 2,74.
Per edats la població es repartia de la següent manera: un 22,5% tenia menys de 18 anys, un 8,9% entre 18 i 24, un 24,8% entre 25 i 44, un 29,2% de 45 a 60 i un 14,6% 65 anys o més.
L'edat mediana era de 40 anys. Per cada 100 dones hi havia 101,8 homes. Per cada 100 dones de 18 o més anys hi havia 97,8 homes.
La renda mediana per habitatge era de 34.779 $ i la renda mediana per família de 36.250 $. Els homes tenien una renda mediana de 31.205 $ mentre que les dones 17.895 $. La renda per capita de la població era de 15.583 $. Aproximadament el 12% de les famílies i el 16% de la població estaven per davall del llindar de pobresa.

## Poblacions més properes
El següent diagrama mostra les poblacions més properes.